# Masters de Canadá 1969
El Abierto de Canadá 1968 fue un torneo de tenis jugado sobre tierra batida. Fue la edición número 80 de este torneo. El torneo masculino formó parte del circuito ATP. La versión masculina se celebró entre el 9 de agosto y el 15 de agosto de 1969.

## Campeones

### Individuales masculinos
Cliff Richey vence a  Butch Buchholz, 6–4, 5–7, 6–4, 6–0 .

### Dobles masculinos
Ron Holmberg /  John Newcombe vencen a  Butch Buchholz /  Raymond Moore, 6–3, 6–4.

### Individuales femeninos
Faye Urban vence a  Vicky Berner, 6–2, 6–0.

### Dobles femeninos
Brenda Nunns /  Faye Urban vencen a  Jane O'Hara Wood / ¿?, 6–1, 6–1.
| Predecesor: Canadá 1968 | Masters de Canadá 1969 | Sucesor: Canadá 1970 |